# Oxytropis arassanica
Oxytropis arassanica är en ärtväxtart som beskrevs av Nikolai Fedorovich Gontscharow. Oxytropis arassanica ingår i släktet klovedlar, och familjen ärtväxter. Inga underarter finns listade i Catalogue of Life.